# Gus Miller
Gus Miller es un deportista estadounidense que compitió en vela en la clase Finn. Ganó una medalla de bronce en el Campeonato Europeo de Finn de 1976.

## Palmarés internacional
| Campeonato Europeo | Campeonato Europeo      | Campeonato Europeo | Campeonato Europeo |
| Año                | Lugar                   | Medalla            | Clase              |
| ------------------ | ----------------------- | ------------------ | ------------------ |
| 1976               | Port-Camargue (Francia) | Medalla de bronce  | Finn               |

1. ↑  En el Campeonato Europeo de esta clase se permite la participación de regatistas de otros continentes.